# 端石九芝硯
端石九芝硯是明代的硯，屬於玉石器。
在文人書案中，一方好的硯台是不可或缺，在《長物志》〈研〉（硯）條記「研以端溪為上，出廣東肇慶府，有新舊坑、上下巖之辨，石色深紫，襯手而潤，叩之清遠，有重暈青綠小鸚鵒眼者為貴。」可見石色紫且帶眼為貴。此處選展端石九芝硯，石色褐中帶紫，似乎是一塊子石，將石皮保留，硯池上方琢出九個大小不一柱狀石眼，如九株靈芝，優秀的雕工呈現出若有似無之天然樣貌。背後刻有篆書「九芝研。茂苑文嘉。」款，下刻鈐印「嘉」，及乾隆收藏刻款。文嘉為文震亨之叔祖父，文氏家族為明代文化精英，多能詩擅畫，在文房上考究，可從此硯或可窺見一二。（引自《亞洲探險記：十七世紀東西交流傳奇》）